# Masone
Masone là một đô thị ở tỉnh Genova thuộc vùng Liguria, nằm ở vị trí cách khoảng 20 km về phía tây bắc của Genova. Tại thời điểm ngày 31 tháng 12 năm 2004, đô thị này có dân số 4.020 người và diện tích là 29.8 km².
Masone giáp các đô thị sau: Bosio, Campo Ligure, Genova, Mele, Tiglieto.